# 黄人健
黄人健（1936年—2019年4月15日），女，江苏苏州人，中华人民共和国护理学家，曾任中华护理学会理事长，中国生命关怀协会副理事长，第八、九届全国政协委员。